# ریو سونگ-ریونگ
ریو سونگ-ریونگ (انگلیسی: Ryu Seong-ryong; ۱ ژانویهٔ ۱۵۴۲ – ۱ ژانویهٔ ۱۶۰۷) روشنفکر، و تاریخ‌نگار اهل پادشاهی چوسان بود. وی مسئولیت‌های بسیاری از جمله مقام رئیس شورای امور خارجه در سال ۱۵۹۲ را بر عهده داشت.